# Les Boîtes de ma femme
Les Boîtes de ma femme est un recueil de cinq nouvelles de l'écrivaine sud-coréenne Eun Hee-kyung.
Le recueil a remporté le prix Yi Sang en 1998.

## Liste des nouvelles du recueil
- Les Boîtes de ma femme (Anéeuye sandja)
- Ma femme évanescente (Binecho)
- Les Beaux Amants (Teukpyolhagodo wuidehan yonine)
- On n'avait pas pensé à l'imprévu (Djimdjagkouaneun dareune ildeul)
- Yeonmi et Youmi (Yonemiwoua Youmi)

## Traduction française
Éditions Zulma, 2009, traduit du coréen par Lee Hye-young et Pierrick Micottis  (ISBN 2843044456)